# Franz Farnberger
Franz Farnberger (* 8. Juli 1952 in Schrems) ist ein österreichischer Chorpädagoge und Liedpianist. Seit 1983 ist er der künstlerische Leiter der St. Florianer Sängerknaben.

## Leben
Nach der Matura am BRG Gmünd (1970) studierte er an der Wiener Musikhochschule Schulmusik und Klavier-Vokalbegleitung, an der Universität Geschichte. Von Februar 1976 an war er 7 Jahre lang als Kapellmeister bei den Wiener Sängerknaben tätig. Er leitete in dieser Funktion mehr als 800 Konzerte auf der ganzen Welt und war Klavierbegleiter bei Schallplattenaufnahmen. Im Herbst 1983 übernahm er (als Nachfolger von Hans Bachl) die künstlerische Leitung der St. Florianer Sängerknaben. Zuständig für die musikalische Ausbildung der Buben, die Einstudierung des Programms und die Leitung der Konzerte, unternahm er mit dem Chor Konzertreisen in alle Erdteile und leitete zahlreiche CD-Aufnahmen. Zusammenarbeit im Opern- und Konzertbereich mit Dirigenten wie Franz Welser-Möst, Dennis Russell Davies oder Rene Jacobs. Langjährige gemeinsame Konzerttätigkeit und zahlreiche CD-Aufnahmen mit Gunar Letzbor und seinem Ensemble Ars Antiqua Austria. Von 1984 bis 1994 war Farnberger Leiter der Linzer Singschule, von 1990 bis 2017 unterrichtete er am Brucknerkonservatorium bzw. an der Anton-Bruckner-Universität in Linz.
Seit Herbst 2018 ist sein ehemaliger Sopransolist Markus Stumpner als Chorleiter tätig, Franz Farnberger ist weiterhin künstlerischer Gesamtleiter.
Farnberger leitet nicht nur die Sängerknabenkonzerte vom Klavier aus, er ist auch als Klavierbegleiter in Liederabenden tätig, in den letzten Jahren vor allem gemeinsam mit seinem ehemaligen Sängerknaben Alois Mühlbacher, der mittlerweile ein gefragter Countertenor ist. Mit ihm hat er 4 Solo - CDs eingespielt.

## Auszeichnungen
- 1974: Abgangspreis der Wiener Musikhochschule
- 2002: Kulturmedaille des Landes Oberösterreich
- 2014: Verleihung des Berufstitels „Professor“ durch den Bundespräsidenten
- 2018: Goldenes Verdienstzeichen des Landes Oberösterreich

## Diskographie

### Als Pianist mit den Wiener Sängerknaben
- 1977, An der schönen blauen Donau (RCA Read Seal (Dirigent: Hans Gillesberger))
- 1978, Die Forelle. Schuberts schönste Chorlieder (RCA Read Seal (Dirigent: Hans Gillesberger))
- 1981, Johann Strauß – Josef Strauß (Philips (Dirigent: Uwe Christian Harrer))

### Als Dirigent mit den St. Florianer Sängerknaben
- 1986, Die St. Florianer Sänhgerknaben singen Lieder von Franz Schubert (EMI Austria (mit Jörg Demus am Hammerflügel))
- 1988, Der Mond ist aufgegangen (High Grade (mit Norman Shetler am Klavier))
- 1990, Es hat sich halt eröffnet (SBF)
- 1991, Heidenröslein (EMI-Toshiba)
- 1992, Retten wir St. Florian (Pergolesi/Gallus)
- 1993, Bach-Arien/Pergolesi, Stabat Mater (Mit den Wiener Barocksolisten)
- 1994, Advent und Weihnachten in den Bergen (Balance)
- 1995, Barocke Messen und Arien aus dem Salzburger Dom (BSS)
- 1997, Bruckner, Requiem & Motets (Studio SM (mit dem Altomonte Orchester))
- 1998, Festliche Musik zur Advent- und Weihnachtszeit (Mit Augustinus Franz Kropfreiter an der Brucknerorgel)
- 2001, Voice Art (Weinberg Records)
- 2003, St. Florianer Sängerknaben mit Paul Badura-Skoda (Mit Paul Badura Skoda am Hammerflügel (Live Mitschnitt in der Basilika Enns-St. Laurenz))
- 2005, Ev’ry time i feel the Spirit (Weinberg Records)
- 2007*, Erbarm es Gott (Weinberg Records (*Bach-Arien/Pergolesi, Stabat Mater von 1993 remastered))
- 2008, Griechische Weihnachtsmusik mit Melos Brass (Legend Classics (mit dem Ensemble Melos Brass))
- 2008, Freu dich, Erd und Sternenzelt (Weinberg Records)
- 2013, Stimmen.Saiten.Klarinetten. (Preiser Records (mit der Dürnberg Klarinettenmusi und Genießermusi))
- 2014, Stad is wordn (Preiser Records)
- 2016, Edelweiss? (Preiser Records)
- 2017, Traumklänge – Die schönsten Schlaflieder (Beilage zum Kinderlieder Buch Traumklänge)[3]
- 2019, Missa in honorem Sanctae Mariae (Diamo)
- 2020, Nisi Dominus und Stabat Mater mit Alois Mühlbacher, Christian Ziemski und Ensemble Scaramouche (Preiser Records)[4]

### Als Klavierbegleiter von Alois Mühlbacher
- 2010, Alois Unerhört (Preiser Records)
- 2011, Alois Um Mitternacht (Preiser Records)
- 2012, Alois Und Christoph Florian Karsten (Preiser Records)
- 2012, Alois Von Hirten und Engeln (Preiser Records)